# マフムード・ディヤーブ・アル＝アフマド
マフムード・ディヤーブ・アル＝アフマド・アル＝マシュハダーニー(محمود ذياب الأحمد　Mahmud Dhiyab Al-Ahmad Al-Mashhadani、1953年バグダード又はモースル-)は、イラクの元政治家。
1991年3月23日に成立したサアドゥーン・ハンマーディー内閣で、住宅建設大臣として入閣。2001年5月からは内務大臣を勤め、2003年4月のサッダーム・フセイン政権崩壊まで同大臣職にあった。
イラク戦争下の2003年3月21日、カラシニコフ銃を片手に外国メディアの前に姿を現して、米軍による南部の町ウンムカスル制圧を否定すると共に、徹底抗戦を主張した。
政権崩壊後の03年7月8日、米軍によって拘束されたと伝えられたが、その後撤回され、8月8日に米軍側に投降してきたと発表された。
2005年に、イラク南部湿地帯に住む「マーシュ・アラブ人」に対する民族浄化に関与した容疑で訴追された。
2012年、イラク司法当局により釈放されたことが明かされた。